# Шум, вібрація та жорсткість
Шум, вібрація та жорсткість (англ. Noise, vibration, and harshness) (NVH), також відомий як шум і вібрація (англ. noise and vibration) (N&V), — це дослідження та модифікація характеристик шуму та вібрації транспортних засобів, зокрема легкових і вантажних автомобілів. У той час як шум і вібрацію можна легко виміряти,  жорсткість є суб’єктивною якістю, і вимірюється або за допомогою оцінок журі, або за допомогою аналітичних інструментів, які можуть надати результати, що відображають суб’єктивні враження людини. Останні засоби належать до польової психоакустики.
Внутрішня NVH має справу з шумом і вібрацією, які відчувають пасажири в салоні, тоді як зовнішня NVH здебільшого пов’язана з шумом, який випромінює автомобіль, і включає перевірку шуму під час руху.
NVH здебільшого інженерна, але часто об’єктивні вимірювання не можуть передбачити або добре співвіднести з суб’єктивним враженням на людей-спостерігачів. Наприклад, незважаючи на те, що реакція вуха на помірні рівні шуму приблизно оцінюється за допомогою A-зваженого рівня, два різні шуми з однаковим A-зваженим рівнем не обов’язково однаково заважають. Поле психоакустики частково стурбоване цією кореляцією.
У деяких випадках інженера NVH просять змінити якість звуку, додаючи або віднімаючи певні гармоніки, а не робити автомобіль тихішим.